# Televíziós mesék felnőtteknek
A Televíziós mesék felnőtteknek Rajnai András tévésorozata.
Elsősorban a világirodalom jelentős műveit feldolgozó filmek a Magyar Televízió IV. Stúdiójában a bluebox technika felhasználásával készültek.
Az alkotások között található Dante Isteni színjátéka, Swift Gullivere, Gottfried August Bürger Münchhausene, Don Juan kalandjai, a mezopotámiai Gilgames, az óegyiptomi Szetna, az indiai Mahábháratát bemutató Szávitri, az inka Ollantay, a délkelet-ázsiai Fejenincs Írástudó, Kalaf és Turandot története, Az Ezeregyéjszaka meséi.

## Epizódlista
| #                                                                                                   | Cím                                                 | Író               | Premier                       |
| --------------------------------------------------------------------------------------------------- | --------------------------------------------------- | ----------------- | ----------------------------- |
| 1.                                                                                                  | Gulliver a törpék országában                        | Rajnai András     | 1974. november 8.             |
| Szatíra Jonathan Swift regényéből                                                                   |                                                     |                   |                               |
| 2.                                                                                                  | Pokol – Inferno                                     | Weöres Sándor     | 1974. november 26. (2. műsor) |
| Dante Aligheri írásából                                                                             |                                                     |                   |                               |
| 3.                                                                                                  | Gilgames, egy ókori hős fantasztikus kalandjai      | Rajnai András     | 1976. február 25.             |
| Egy ókori hős fantasztikus kalandjai a mezopotámiai irodalom ránk maradt legjelentősebb alkotásában |                                                     |                   |                               |
| 4.                                                                                                  | Az orchideák bolygója                               | Rajnai András     | 1976. március 17.             |
| Herbert W. Franke regényéből                                                                        |                                                     |                   |                               |
| 5.                                                                                                  | Mesék az Ezeregyéjszakáról                          | Szabó György      | 1976. október 13.             |
| 6.                                                                                                  | A halhatatlanság halála                             | Rajnai András     | 1977. március 4. (2. műsor)   |
| Isaac Asimov írásából.                                                                              |                                                     |                   |                               |
| 7.                                                                                                  | A nagy képmás                                       | Liska Dénes       | 1977. november 25.            |
| Tévédráma Dino Buzzati írásából                                                                     |                                                     |                   |                               |
| 8.                                                                                                  | Kalaf és Turandot története                         | Szabó György      | 1978 január 11.               |
| Tévédráma Carlo Gozzi és Friedrich Shiller műveinek felhasználásával                                |                                                     |                   |                               |
| 9.                                                                                                  | Münchhausen Fantáziaországban                       | Rajnai András     | 1978. május 31.               |
| Tévéjáték G. A. Büger és Lukiánosz ötleteiből                                                       |                                                     |                   |                               |
| 10.                                                                                                 | A Táltosfiú és a világfa                            | Lőrincz L. László | 1978. szeptember 14.          |
| Tévédráma ősi magyar szájhagyományok alapján                                                        |                                                     |                   |                               |
| 11.                                                                                                 | Don Juan és a Kővendég                              | Rajnai András     | 1978. december 1.             |
| Tévédráma Tirso de Molina műve és Baudelaire verse alapján                                          |                                                     |                   |                               |
| 12.                                                                                                 | Szávitri, az asszonyi hűség dicsérete               | Nádor Tamás       | 1979. május 10.               |
| Tévédráma az ókori indiai mitológiából                                                              |                                                     |                   |                               |
| 13.                                                                                                 | Gulliver az óriások országában                      | Altonai L. Lajos  | 1980. január 25.              |
| Tévédráma Jonathan Swift könyve alapján                                                             |                                                     |                   |                               |
| 14.                                                                                                 | A Fejenincs Írástudó – avagy a titokzatos haláleset | Nádor Tamás       | 1980. február 22.             |
| Történet délkelet-ázsiai motívumok alapján                                                          |                                                     |                   |                               |
| 15.                                                                                                 | Ollantay, az Andok vezére                           | -                 | 1980. március 20.             |
| Ismeretlen inka szerző drámájának tévéváltozata.                                                    |                                                     |                   |                               |
| 16.                                                                                                 | Szetna, a varázsló                                  | Baranyay László   | 1980. április 29.             |
| Történet óegyiptomi motívumok alapján                                                               |                                                     |                   |                               |
| 17.                                                                                                 | Aelita                                              | Altonai L. Lajos  | 1980. május 27.               |
| Fantasztikus történet a Marson. Alekszej Tolsztoj írásából.                                         |                                                     |                   |                               |
| 18.                                                                                                 | Kristálybirodalom                                   | Szabó György      | 1982. március 3.              |
| Mesekomédia orosz népmesék és Szabó György forgatókönyvrészleteinek felhasználásával                |                                                     |                   |                               |
| 19.                                                                                                 | Atlantisz                                           | -                 | 1982. március 10.             |
| Mese a titkzatos földrészről.                                                                       |                                                     |                   |                               |
| 20.                                                                                                 | Héroszok pokoljárása                                | -                 | 1982. március 19.             |
| Képzelt hősökről készült, az 1500-as években született eredeti Drakula-történet.                    |                                                     |                   |                               |
| 21.                                                                                                 | Bábel tornya                                        | -                 | 1982. március 24.             |
| Ősi legenda alapján.                                                                                |                                                     |                   |                               |
| 22.                                                                                                 | A világkagyló mítosza                               | Baranyay László   | 1982. március 31.             |
| Óceániai legendák alapján                                                                           |                                                     |                   |                               |